# 比嘉京子 (アナウンサー)
比嘉 京子（ひが けいこ、1958年5月11日 - ）は、フリーアナウンサー。元琉球放送（RBC）アナウンサー。沖縄県出身。本名：大野 京子（おおの けいこ、旧姓:比嘉）。

## 人物像
- 母親は元ひめゆり学徒隊。
- 高校時代に1年間ニューヨークへ留学、また大学4年時に1か月かけてアメリカ国内を縦横断する旅行をした。
- 1982年にRBC入社（同期に土方浄）当時、箕田和男アナが歌う「いじけちゃった音頭」（レコード化は不明だが、1990年にリスナー向けにプレゼントした「ベストカセット｣には含まれている）に1フレーズのみ土方とともに登場。
- 2018年に定年を迎え、それ以降はフリーアナウンサーとして活動している。

## 主な担当番組

### 過去
テレビ
- RBCエリアレポート（1990年代-2000年代）
- ザ・ベストテン（TBS制作、沖縄地区追っかけウーマン）
- 全国高校野球選手権大会中継（ABC制作）

1991年の第73回大会決勝（大阪桐蔭対沖縄水産）で糸満市の沖水本校からの中継レポーター
- RBCニュース ライブi（編集長）

ラジオ
- シャッフルナイト（1982年-1985年3月）
- ラジオジャック（1985年4月-1990年4月）金曜
- 日曜ちゃんこ鍋（1980年代）
- 永六輔・京子と那覇で（1980年代-1990年代）
- モーニングブレイク
- RBCiラジオスペシャル（2011年10月-2014年3月）
- 民謡で今日拝なびら（上原直彦のリリーフ）
- 柳卓のいんでないかい!（リリーフ）
- 若い島うた てん・とぅん・てん
- 京子の朝DEモーニン